# 馬里昂鎮區 (密蘇里州賈斯珀縣)
馬里昂鎮區（英語：Marion Township）是位於美國密蘇里州賈斯珀縣的一個行政鎮區。

## 地方資料
馬里昂鎮區的面積為109.97平方千米，當中陸地面積為109.73平方千米，而水域面積為0.24平方千米。根據2020年美國人口普查的數據，當地共有人口15769人，而人口密度為每平方千米143.39人。